# Peter Dods
Peter William Dods (Galashiels, 6 de enero de 1958) es un ex–jugador británico de rugby que se desempeñaba como fullback.

## Selección nacional
Fue convocado al XV del Cardo por primera vez en enero de 1983 para jugar ante el XV del Trébol y disputó su último partido en octubre de 1991 contra los All Blacks. En total jugó 23 partidos y marcó 210 puntos.

### Participaciones en Copas del Mundo
Solo disputó la Copa del Mundo de Inglaterra 1991 donde sería la mejor participación histórica de Escocia en el torneo, al acabar en la cuarta posición. En la Copa Dods fue tercer suplente, por lo que en la fase de grupos solo jugó el partido frente a los Sables, volvió a jugar contra los All Blacks en el partido por el tercer puesto y este fue su último partido con el seleccionado.
| Mundial                       | Sede       | Resultado     | PJ | Tries |
| ----------------------------- | ---------- | ------------- | -- | ----- |
| Copa Mundial de Rugby de 1991 | Inglaterra | Cuarto puesto | 2  | 0     |

## Leones británicos
Fue seleccionado a los British and Irish Lions en 1989 para integrar el plantel de la gira a Australia, en esta no disputó ninguno de los test–matches ante los Wallabies.

## Palmarés
- Campeón del Torneo de las Cinco Naciones 1984.
- Campeón de la Scottish Premiership de 1979–80, 1980–81 y 1982–83.